# Julie Lynn Cialini
Julie Lynn Cialini (Rochester, Nueva York, 14 de noviembre de 1970) es una modelo y actriz estadounidense que fue playmate de febrero de 1994 de la revista playboy, y fue elegida por los lectores como Playmate de Año 1995. Además de su aparición en la revista también lo hizo en varios videos playboy y ediciones especiales de la revista.